# Herzogtum Brabant

Wappen des Herzogtums Brabant

Herzogtum Brabant innerhalb des Heiligen Römischen Reiches um 1350

Brabant (deutsch [bʁa'bant], niederländisch [ˈbraːbɑnt], französisch [bʁa.bɑ̃]) ist ein historisches Gebiet, das in etwa aus den belgischen Provinzen Antwerpen und Brabant (heute in Flämisch-Brabant, Wallonisch-Brabant und die Region Brüssel-Hauptstadt geteilt) sowie der im Süden der Niederlande gelegenen Provinz Noord-Brabant besteht.

## Altertum und Frühmittelalter
Das Gebiet von Brabant war zur Zeit des Römischen Reiches von Menapiern bewohnt, nach deren Unterwerfung durch die Römer es zur Provinz Gallia Belgica gehörte. Im 5. Jahrhundert bemächtigten sich die Franken des Gebiets. Es war damit Teil des Fränkischen Reiches.
Mit der Aufteilung des Fränkischen Reichs 843 im Vertrag von Verdun kam die Teilung und damit das Ende des Fränkischen Reiches.
Durch die Teilung entstanden drei neue Reiche:
das Westfrankenreich, Ursprung Frankreichs, das Ostfrankenreich, Ursprung des Heiligen Römischen Reiches (Deutscher Nation), das Lotharii Regnum („Reich Lothars“ oder auch „Mittelreich“), Ursprung des Königreichs Burgund und Herzogtums Lothringen mit Brabant.
Im Jahr 870 kam das Gebiet als Teil Lothringens zum Ostfrankenreich und wurde dann schon als Gaugrafschaft bezeichnet. Die Bezeichnung Pagus Bracbantensis, auf die der spätere Landesname zurückgeht, wird auf braecbant zurückgeführt, was sumpfige Gegend bzw. Sumpfland bedeutet (braec: Bruch bzw. Sumpf; bant: Gegend). Zwischen 900 und 923 kam Lothringen an den westfränkischen König Karl den Einfältigen. Seit 959 wurde der Brabantgau von den Grafen von Verdun beherrscht.
Im 11. Jahrhundert wurden die vier Grafschaften im Brabantgau auf drei Landesherrschaften verteilt:
- Um 1000 wurde die Grafschaft Brüssel (zwischen den Flüssen Zenne und Dijle) von Graf Lambert I. von Löwen († 1015) (aus dem Geschlecht der Reginare) erworben.
- Um 1024 ging der südliche Teil des Brabantgaus an den Grafen Reginar V. von Bergen, Schwiegersohn des Grafen Herman von Verdun († 1028), dessen Geschlecht vordem Grafen im Brabantgau (Wigeriche) stellte. Seither blieb diese Grafschaft ein Teil der Grafschaft Hennegau.
- Zwischen 1056 und 1059 wurde die sogenannte Grafschaft Ename (zwischen Schelde und Dender) als Reichslehen Graf Balduin V. von Flandern (aus dem Haus Flandern) anvertraut (man nannte dieses Gebiet darum später Reichsflandern).
- Bis 1085 blieb die vierte Grafschaft (zwischen den Flüssen Dender und Zenne) ein Reichslehen des Pfalzgrafen Hermann II. von Lothringen (aus dem Geschlecht der Ezzonen). Nach seinem Tod († 20. September 1085) wurde es durch Kaiser Heinrich IV. als Landgrafschaft dem Grafen Heinrich III. von Löwen (aus dem Geschlecht der Reginare) zugewiesen, der auch schon Graf von Löwen und Brüssel war.

## Hoch- und Spätmittelalter

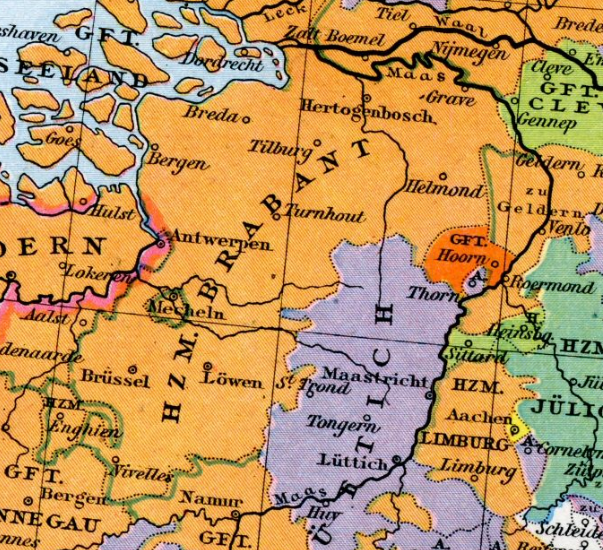
Das Herzogtum Brabant im 15. Jahrhundert

Provinzen Frankreichs (1477). Die burgundischen Territorien in Gelb; die rote Grenze zwischen Frankreich und dem Heiligen Römischen Reich verläuft quer hindurch. Das Herzogtum Brabant gehört zu den burgundischen Reichslehen.

Graf Gottfried I. von Löwen erhielt 1106 das Herzogtum Niederlothringen. Sein Urenkel Heinrich I. nahm 1183 auch den Titel des Herzogs von Brabant in der Landgrafschaft Brabant an. Im Jahr 1190, nach Herzog Gottfrieds III. Tod, wurde er auch Herzog von Niederlothringen, aber die herzogliche Gewalt wurde auf seine eigenen Gebiete beschränkt (Landtag von Schwäbisch Hall).
Die Herzöge von Brabant gelangten bald zu Macht und Selbständigkeit, wurden aber mit den Nachbarn in vielfache Fehden verwickelt und schwankten zwischen der Hinneigung zum Heiligen Römischen Reich und Frankreich. Von ihnen sind besonders hervorzuheben:
- Johann I., der durch den Sieg bei Worringen (1288) die Herzogtümer Limburg und Brabant vereinigte und auch als Minnesänger bekannt ist.
- Sein Sohn Johann II., welcher 1312 den Grund zu einer ständischen Verfassung legte, die später in der Blijde Inkomst (Joyeuse Entrée) geregelt wurde.
- Heinrich II. (Brabant), *1207, +1248, in zweiter Ehe verheiratet mit Sophie von Thüringen, Tochter des Landgrafs von Thüringen Ludwig IV. und der später heiliggesprochenen Elisabeth von Ungarn; ihr Sohn Heinrich war der erste Landgraf von Hessen.
- Johann III., welcher die Bestimmungen erweiterte durch die so genannte Brabanter Goldene Bulle 1349, wonach die Brabanter nur von einheimischen Gerichten nach Brabanter Recht gerichtet werden durften, was Kaiser Karl IV. bestätigte.

Nach Johanns III. Tod 1355 und damit dem Erlöschen der älteren Linie der Reginare vereinigte der Gemahl seiner Tochter Johanna, Wenzel von Luxemburg, Bruder Kaiser Karls IV., Brabant mit seinem eigenen Erbland. Unter ihm aber kam das Land in große Verwirrung. Nach Wenzels Tod 1383 setzte seine Witwe Johanna ihre Nichte Margarete von Flandern und deren Gemahl, Herzog Philipp den Kühnen von Burgund, als Erben ein. Die Regierung übernahm zunächst Philipps zweiter Sohn, Anton, 1404, der auch Luxemburg mit Brabant vereinigte. Anton fiel 1415 bei Azincourt. Seine beiden Söhne und Nachfolger starben kinderlos, und so fielen Brabant, Limburg und Luxemburg 1430 an Philipp den Guten von Burgund und schließlich durch die Vermählung Marias von Burgund mit Erzherzog Maximilian 1477 mit den übrigen niederländischen Provinzen an das Haus Österreich.
Brabant war das Hauptland der Burgundischen Niederlande und der Spanischen Niederlande, Brüssel deren Hauptstadt. Mit der Kreiseinteilung des Heiligen Römischen Reiches kam es zum Burgundischen Reichskreis.
Das Herzogtum Brabant war über eine bedeutende mittelalterliche Fernhandelstraße (Messestraße), auch Brabanter Straße genannt, mit den wichtigen Handels- und Messeplätzen des Mittelalters, Köln und Leipzig verbunden. Sie verlief ab Köln über Siegen, Marburg und Erfurt nach Leipzig. Über diesen ehemals bedeutenden Handelsweg wurde ein Großteil des Fernhandels mit Tuchen, Pelzen und Eisenwaren abgewickelt.

## Neuzeit

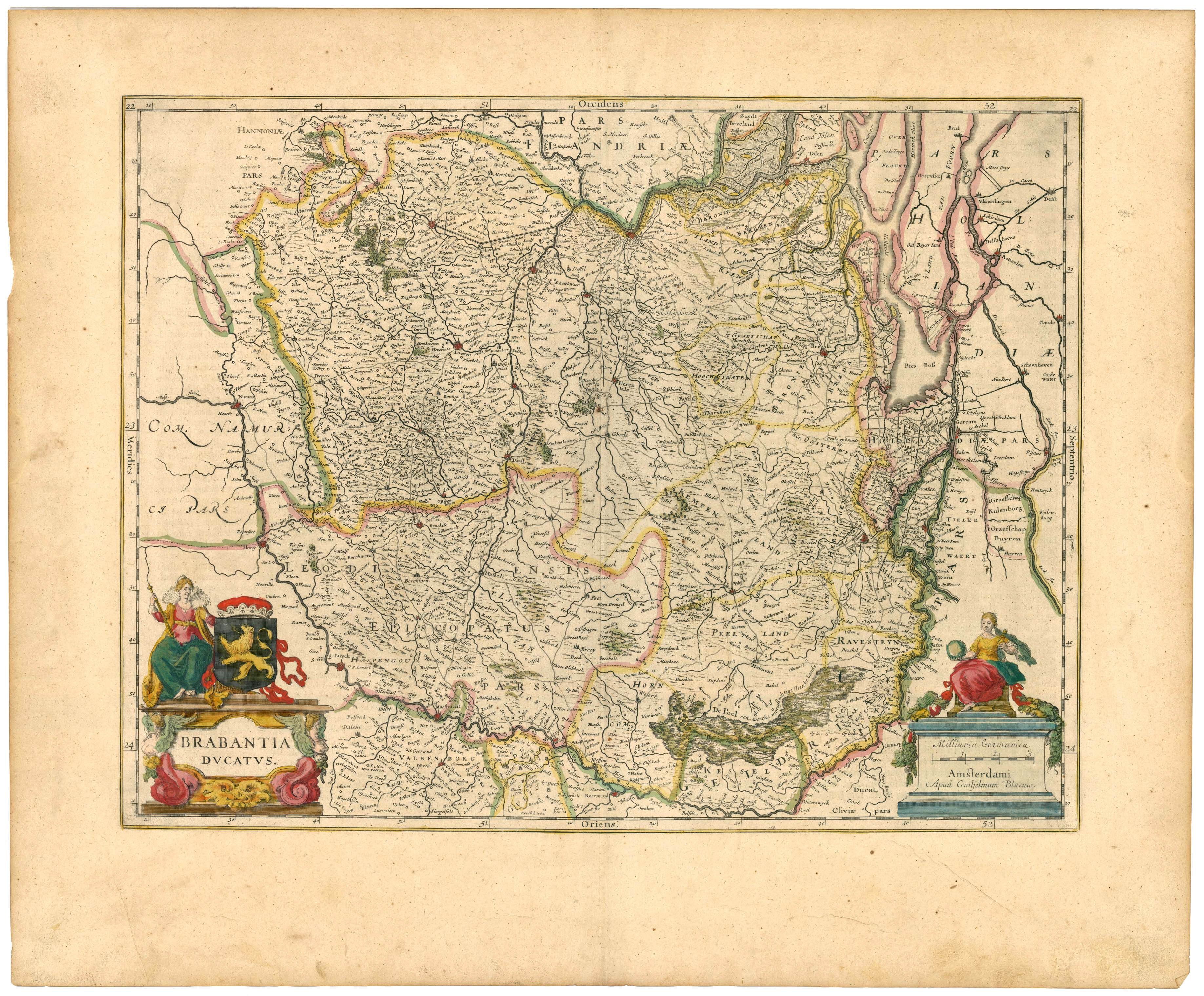
Brabantia Ducatus im Jahr 1645

Das Herzogtum Brabant rebellierte im niederländischen Aufstand gegen Spanien und schloss sich im Jahre 1579 mit calvinistischen Provinzen (auch wenn das Herzogtum vorwiegend römisch-katholisch war) der Utrechter Union an. Durch den Aufstand der Niederlande wurde der nördliche Teil (’s-Hertogenbosch) vom Herzogtum getrennt und 1648 als Teil der Generalitätslande der niederländischen Union einverleibt (was für die Bevölkerung bis 1816 bedeutete, dass sie den katholischen Glauben nicht ausüben durfte), während Südbrabant bis 1714 bei der spanisch-österreichischen Linie verblieb. Nach dem Spanischen Erbfolgekrieg 1714 fiel Brabant mit den übrigen südlichen Provinzen der Niederlande an das österreichisch-habsburgerische Kaiserhaus zurück. Als sich unter Joseph II. ein heftiger Streit über die Rechte Brabants entspann, welche es in der Joyeuse entrée besaß, sagten sich die Stände Brabants 1790 von dem Haus Österreich los, fügten sich aber wieder, als Leopold II. ihnen die verlangten Rechte zurückgab.
1795 wurden die Österreichischen Niederlande, damit auch Brabant, von Frankreich annektiert und in den französischen Staat integriert. Im Frieden von Campo Formio (1797) trat der österreichische Kaiser Franz I. seine niederländischen Besitzungen formal an Frankreich ab. Das nördliche Brabant wurde zum Département Deux-Nèthes mit der Präfektur Antwerpen, das südliche wurde zum Département Dyle mit der Präfektur Brüssel.
Als Napoleon I. 1810 auch das niederländische Brabant mit dem französischen Kaiserreich vereinigte, wurde aus demselben nebst einem Teil von Geldern das Département Bouches-du-Rhin gebildet. Infolge des Ersten Pariser Friedens (1814) und der Beschlüsse des Wiener Kongresses wurde Brabant Teil des Vereinigten Königreichs der Niederlande und bildete die drei Provinzen Noord-Brabant, Antwerpen und Südbrabant. Südbrabant mit Brüssel, der Hauptstadt Brabants, war 1830 der Mittelpunkt des belgischen Aufstandes. Südbrabant (als Provinz Brabant) und die Provinz Antwerpen wurden Teil des neuen Königreichs Belgien, während Noord-Brabant bei den Niederlanden verblieb. 1995 wurde im Zuge der Föderalisierung des belgischen Staates die Provinz Brabant in die Provinzen Flämisch-Brabant, Wallonisch-Brabant und in die Region Brüssel-Hauptstadt geteilt.
Seit der Mitte des 19. Jahrhunderts wurde der Titel „Herzog von Brabant“ dem jeweils ältesten Sohn des belgischen Königs oder, falls dieser keinen Sohn haben sollte, dem ältesten Enkel des Herrschers verliehen. Erster Träger des Titels war in dieser Tradition der spätere König Leopold II. Mittlerweile trägt auch die älteste Tochter des Königs Philippe, Elisabeth, diesen Titel.

## Landgrafen und Herzöge von Brabant
Landgrafen von Brabant
- Heinrich III. von Löwen, 1085/1086–1095 (schon Graf von Löwen und Brüssel ab 1078)

Herzöge von Niederlothringen und Landgrafen von Brabant
- Gottfried I. von Löwen, 1095–1139 (Herzog von Niederlothringen ab 1106)
- Gottfried II. von Löwen, 1139–1142
- Gottfried III. von Löwen, 1142–1190

Herzöge von Brabant und Niederlothringen
- Heinrich I., 1190–1235 (schon Herzog von Brabant ab 1183/1184)
- Heinrich II., (* 1207), 1235–1248, verh. in 1. Ehe mit Maria von Staufen Tochter König Philipps, in 2. Ehe mit Sophie, Tochter der Hl. Elisabeth von Thüringen, gem. Sohn Heinrich d. Kind (1244–1308), später Landgraf Heinrich I. von Hessen, Stammvater der hessischen Landgrafen
- Heinrich III., 1248–1260
- Heinrich IV., 1261–1267

Herzöge von Brabant, Limburg und Niederlothringen
- Johann I., 1267–1294, ab 1288 auch Herzog von Limburg
- Johann II., 1294–1312
- Johann III., 1312–1355
- Johanna, 1356–1406 (⚭ Wenzel von Luxemburg 1356–1383)
- Margarete von Flandern, deren Nichte, 1404 zur Erbin eingesetzt; † 1405; ⚭ Philipp den Kühnen aus dem Haus Burgund
- Anton von Burgund 1404 zum Erben eingesetzt, Herzog 1406–1415
- Johann IV., 1415–1427
- Philipp von Saint-Pol, 1427–1430

Herzöge von Burgund
- Philipp der Gute, 1430–1467
- Karl der Kühne, 1467–1477
- Maria von Burgund, 1477–1483, heiratete Maximilian I. Das Herzogtum Brabant fällt zusammen mit allen Ländern der Herzöge von Burgund an das Haus Habsburg (Spanische Niederlande)

Herzöge von Brabant in der Neuzeit
- Leopold II., 1835–1865 Herzog von Brabant
- Leopold (ältester Sohn Leopolds II.), 1865–1869 Herzog von Brabant
- Leopold III. (1901–1983), 1901–1934 Herzog von Brabant
- Baudouin (1930–1993), 1934–1951 Herzog von Brabant
- Philippe (* 1960), 1993–2013 Herzog von Brabant
- Elisabeth (* 2001), seit 2013 Herzogin von Brabant[5]